# Mons

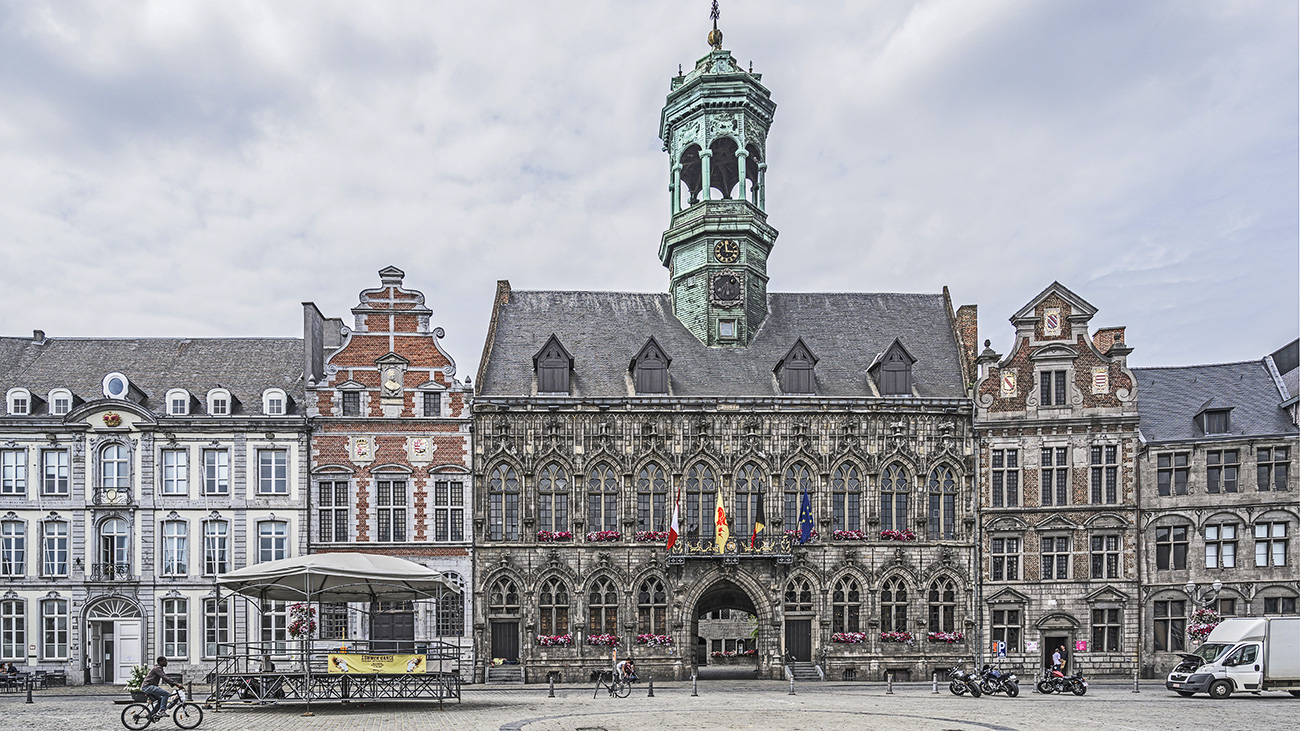
Das Rathaus von 1477 auf der Grand Place

Mons (niederländisch und deutsch Bergen) ist die Hauptstadt der wallonischen Provinz Hennegau in Belgien. Die mehrheitlich frankophone Stadt ist Standort des Militärischen Hauptquartiers der NATO, SHAPE, dessen Gelände 1977 dem Gemeindegebiet von Mons zugeschlagen wurde und seit dem 31. März 1967 zum benachbarten Casteau stationiert war.
2015 war Mons Kulturhauptstadt Europas zusammen mit Pilsen in Tschechien.

## Geographie
Der Name der Stadt bedeutet lateinisch Berg (vergleiche franz. Mont), was auf die geografische Situation der Stadt schließen lässt.
Das Relief von Mons wird durch das Tal der Haine (dt.: Henne) geprägt. Diese fließt nördlich der Stadtmitte von Osten nach Westen, um etwa 30 km weiter westlich schon in Frankreich in die Schelde zu münden. Südlich der Stadtmitte fließt die Trouille nach Westen, um wenig später bei dem Monser Stadtteil Jemappes in die Haine zu münden. Nördlich und südlich der Haine erstrecken sich Hügel und Hochebenen, deren Höhe allmählich auf bis zu 50 bis 115 Meter ansteigt. Der Talboden in der Nähe des Flusses und des von ihm abzweigenden Nimy-Blaton-Péronnes-Kanals liegt auf 20 Metern über dem Meeresspiegel.
Die Stadt entwickelte sich im Laufe der Jahrhunderte nahezu kreisförmig auf dem Hügel zwischen der Haine im Norden und der Trouille im Süden. Der Kleine Ring von Mons (belgische Ringstraße R50) grenzt das Stadtzentrum von den Vororten ab. Zur Mitte des von der R50 beschriebenen Kreises hin steigt der Hügel an und erreicht seinen höchsten Punkt in der Nähe des historischen Belfrieds (Glockenturm).

## Geschichte
Archäologische Ausgrabungen in den nahegelegenen Feuersteinbrüchen von Spiennes, die auf der Liste des Weltkultur- und Naturerbes der Menschheit der UNESCO stehen, haben ergeben, dass die Gegend von Mons schon während des Neolithikums und in der Eisenzeit bewohnt wurde.
Mons verdankt seinen Ursprung einem Kastell, welches Caesar im Krieg gegen die Gallier hier anlegte (an der Stelle des jetzigen Belfrieds). In römischer Zeit war Mons ein Militärlager an der Straße von Bavay nach Utrecht.
Mons entstand um ein Kloster herum, das im 7. Jahrhundert die Heilige Waltraud von Mons aus dem Königsgeschlecht der Merowinger gegründet hatte, und wurde zu einem ansehnlichen Ort. Da eine solche Siedlung vor Angriffen kaum geschützt war, ließ der Graf von Hennegau eine Burg auf der Spitze eines Hügels erbauen. Im 12. Jahrhundert wurde ein 1 km langer Verteidigungswall errichtet. Die Stadt wuchs und begann sich den Hügel hinunter auszubreiten, eine neue größere Stadtmauer wurde erbaut.
Im niederländischen Befreiungskrieg wurde die Stadt 1572 vom Prinzen Ludwig von Nassau eingenommen, aber noch in demselben Jahr (6. September 1572) von den Spaniern zurückerobert und sowohl gegen Coligny als auch gegen den Prinzen von Oranien behauptet. Nach einer Blockade durch den französischen Marschall Louis de Crévant, duc d’Humières 1677 wurde die Stadt am 8. April 1691 nach einer Belagerung, geleitet von Vauban, an die Franzosen übergeben. Im Frieden von Rijswijk wurde Mons 1697 an Spanien zurückgegeben. Im spanischen Erbfolgekrieg (1701–1714) geriet Mons abermals in die Hände der Franzosen. Es ergab sich aber nach der Schlacht bei Malplaquet und einer mehrwöchigen Belagerung im Oktober 1709 den Alliierten (Großbritannien, Niederlande, Preußen u. a.) und wurde nach dem Frieden von Utrecht 1713 als einer der Barriereplätze von den Niederländern besetzt. Nochmals wurde die Stadt am 10. Juli 1746 von den Franzosen unter Conti eingenommen, doch kam sie bald darauf wieder an Österreich zurück. Im Jahr 1792 wurde sie nach der Schlacht bei dem heutigen Monser Stadtteil Jemappes von Truppen der Republik Frankreich besetzt. Die Besatzer schleiften die Festungswerke; 1795 kam das Gebiet des heutigen Belgien an Frankreich (das später von Napoleon regiert wurde). 1814 besetzten Truppen der antinapoleonischen Koalition Belgien (Weiteres hier). 1818 wurden die Festungswerke wiederhergestellt und verstärkt; später wurden sie wieder abgetragen.
Schon im 18. Jahrhundert begann um Mons herum die Industrialisierung (siehe Borinage). Belgien war das erste industrialisierte Land auf dem europäischen Kontinent.
Während der unterschiedlichen dynastischen Zugehörigkeiten des Hennegaus bzw. fremden Besetzungen (Burgund, Spanien, Österreich, Frankreich, Niederlande) wurden die militärischen Anlagen mehrfach verstärkt und modernisiert. Mit der Zeit verschob sich die Stadtgrenze immer mehr, neue Vororte entstanden und 18 benachbarte Dörfer wurden in das heutige Stadtgebiet aufgenommen.
Im Jahr 1887 zählte Bergen 25.421 Einwohner. Sie arbeiteten in Zucker-, Seifen-, Tabaks-, Spitzen-, Fayence- und Tonpfeifenfabriken, Wollspinnereien, Baumwollspinnereien, Brauereien, Eisengießereien und besonders im Steinkohlenbergbau. Mons liegt mitten im Nordfranzösischen Kohlerevier. Dieses damals bedeutende Kohlevorkommen ist heute weitgehend erschöpft.

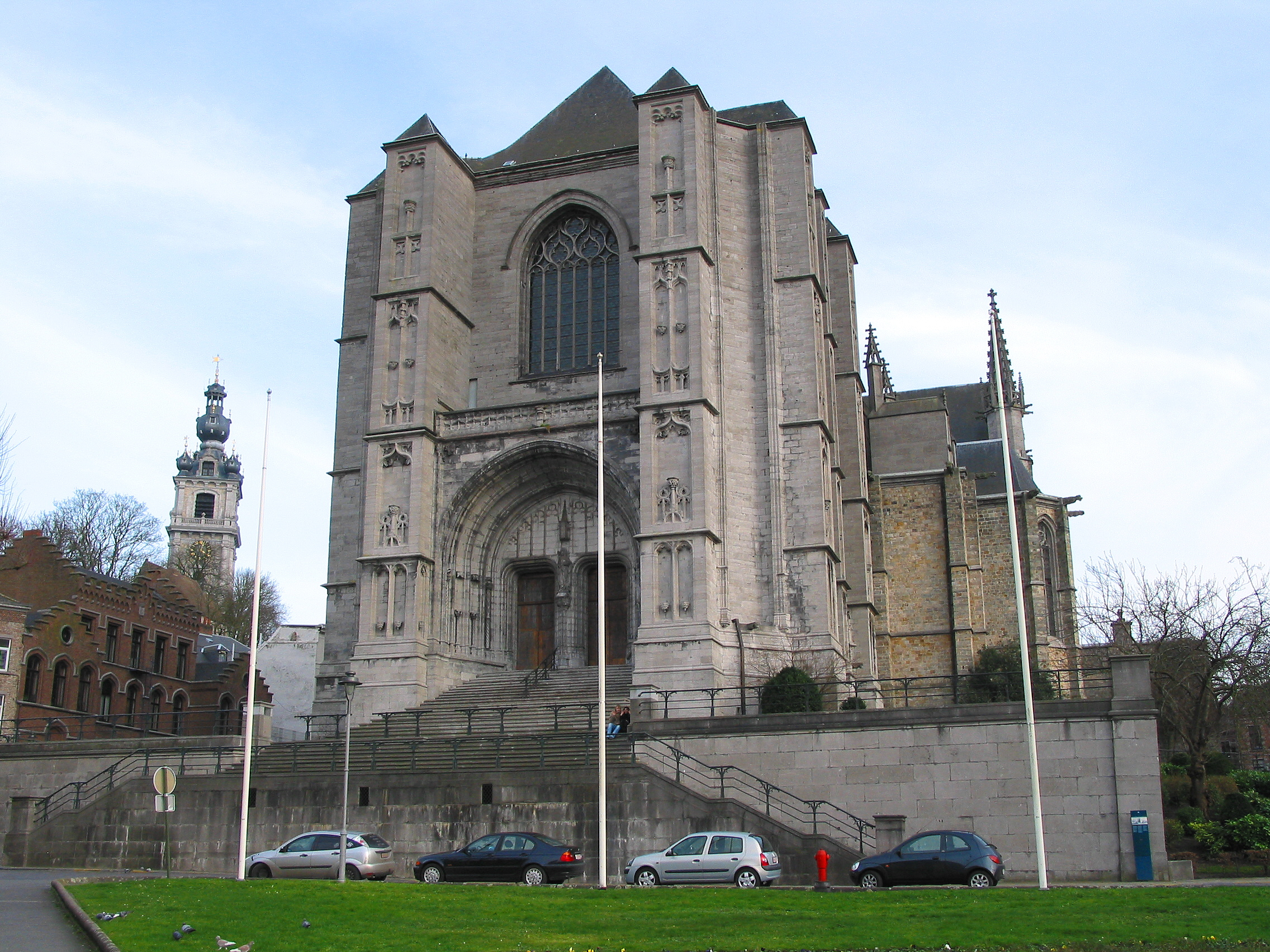
Waltrudiskirche

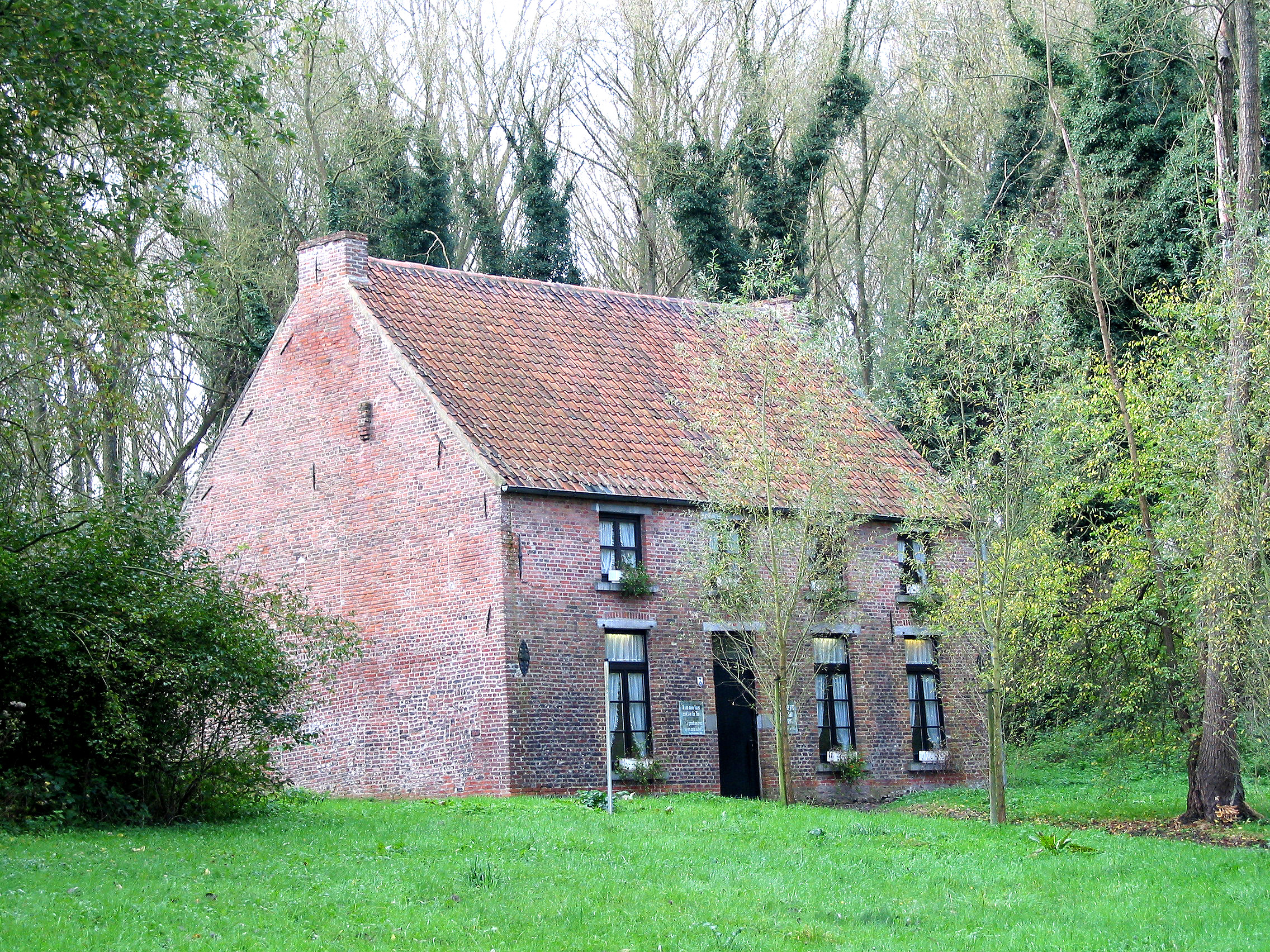
Van-Gogh-Haus in Cuesmes

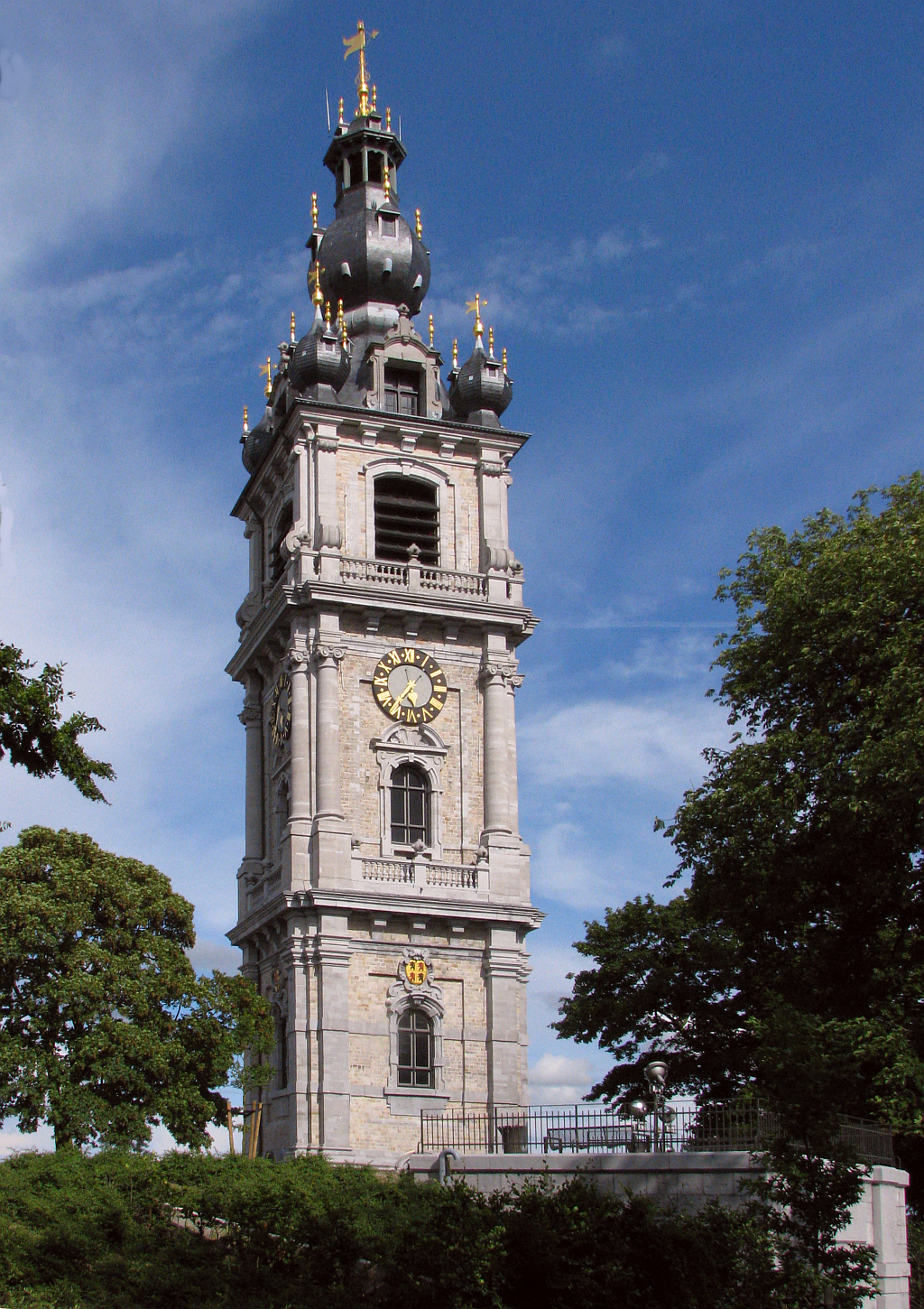
Der Belfried „El catiau“ (Ansicht von Westen)

Am 23. und 24. August 1914 fand bei Mons die erste Schlacht der britischen Armee im Ersten Weltkrieg statt. Die Stadt wurde vom Deutschen Heer besetzt und im November 1918 von kanadischen Truppen zurückgewonnen.
Im Mai 1940 wurde die Stadt im Rahmen des Westfeldzuges von vorrückenden Truppen der Wehrmacht besetzt. Die Wehrmacht besetzte Nordfrankreich bis zum Herbst 1944; dann zwangen vorrückende westalliierte Truppen sie zum Rückzug. Am 2. September 1944 kam es bei Mons zu einer Kesselschlacht; über 25.000 deutsche Soldaten gerieten in Kriegsgefangenschaft. Am 3. September wurde Mons von Soldaten der 3rd Armored Division befreit.

## Politik

### Stadtrat
- PTB: 4
- PS: 22
- Ecolo: 2
- DéFI: 0
- LE: 3
- MR: 14

Nach der Wahl wurde eine Koalition aus PS, PTB und Ecolo eingegangen.
- PTB: 8
- PS: 131
- Ecolo: 18
- DéFI: 0
- LE: 17
- MR: 47
- FN: 3
- Sonst.: 1

Hier hätte die PS eine relativ deutliche absolute Mehrheit.

## Sehenswürdigkeiten
- Waltrudiskirche Collégiale Sainte-Waudru: Die Waltrudiskirche  wurde 1460–1589 im Stil der Gotik erbaut.  Das Bauwerk enthält Arbeiten des Bildhauers Jacques Du Brœucq und den „Goldenen Wagen“ (Car d'Or, 1781), der in der alljährlichen Prozession Procession de la Trinité die Reliquien der heiligen Waltraud von Mons trägt und im Rahmen der Ducasse de Mons mit einem Pferdegespann durch die Stadt gezogen wird.
- Belfried (Le Beffroi): Der Belfried wurde 1661–1672 im Stil des Barock erbaut und ist das Wahrzeichen der Stadt. Er wurde 2000 zusammen mit 55 anderen Belfrieden in Belgien und Frankreich von der UNESCO zum Weltkulturerbe erklärt (Le beffroi de Mons gehört seit 1. Dezember 1999 zum Weltkulturerbe).
- Rathaus: das spätgotische Rathaus wurde 1440–1443 erbaut
- Museum der schönen Künste (Musée des Beaux-Arts)[4]
- Das Mundaneum (Schlagwortarchiv)
- Musée François Duesberg: Museum für Pendeluhren[5]
- Musée de la vie montoise: Volkskundemuseum
- Musée du Centenaire: Keramiken, Münzen und eine archäologische Sammlung
- Naturhistorisches Museum
- Vincent van Gogh-Haus: das Vincent van Gogh-Haus befindet sich im nahegelegenen, 1971 eingemeindeten Dorf Cuesmes
- Europas größte und älteste Feuersteinminen in Spiennes, einem Vorort von Mons. UNESCO-Welterbe seit dem Jahr 2000.
- Hippodrome de Wallonie: Pferderennbahn, auf der Galopprennen und Trabrennen stattfinden.[6]
- Kohlebergwerk Le Grand Hornu, (Museum), UNESCO-Weltkulturerbe seit 2012

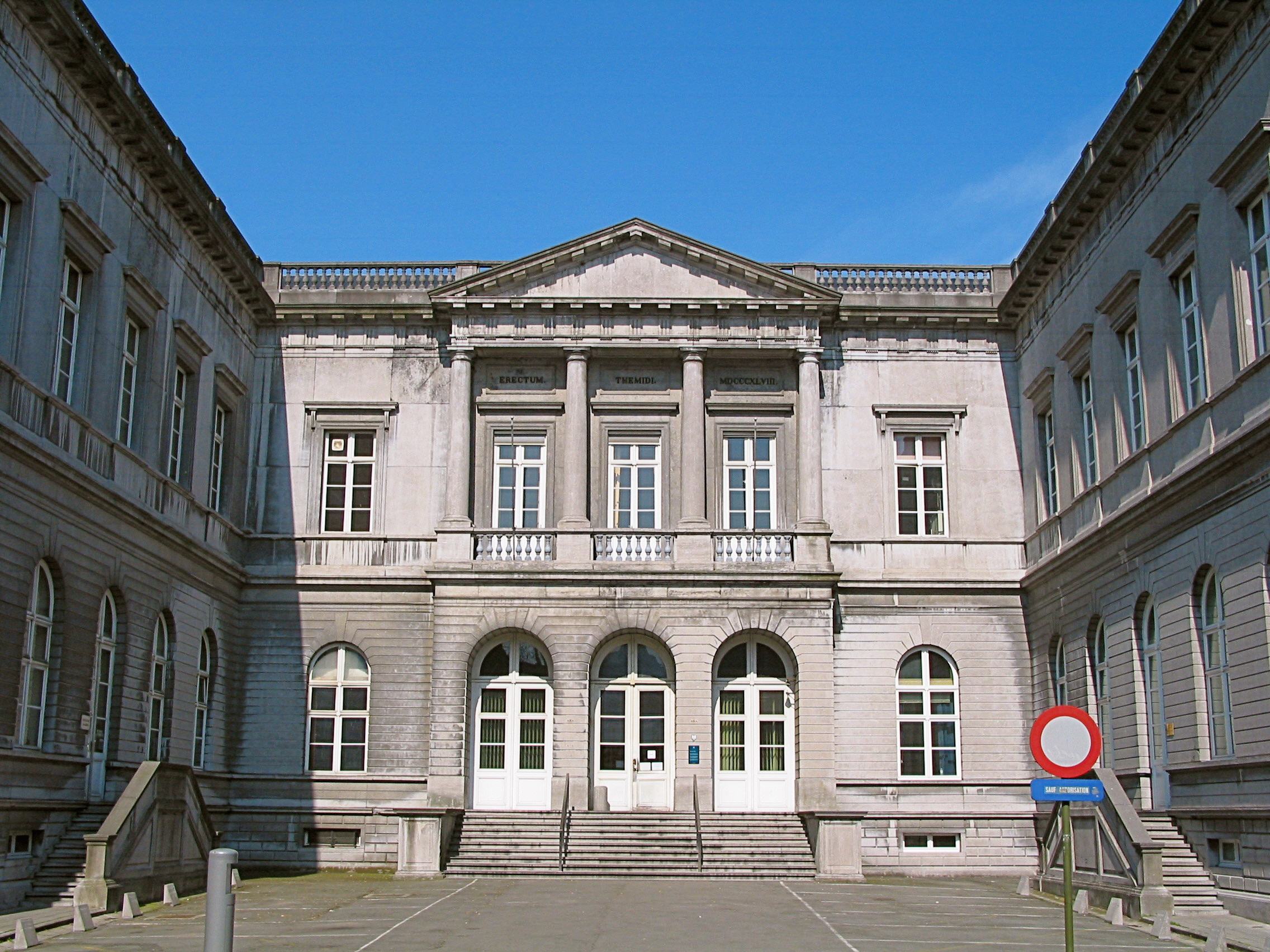
Justizpalast
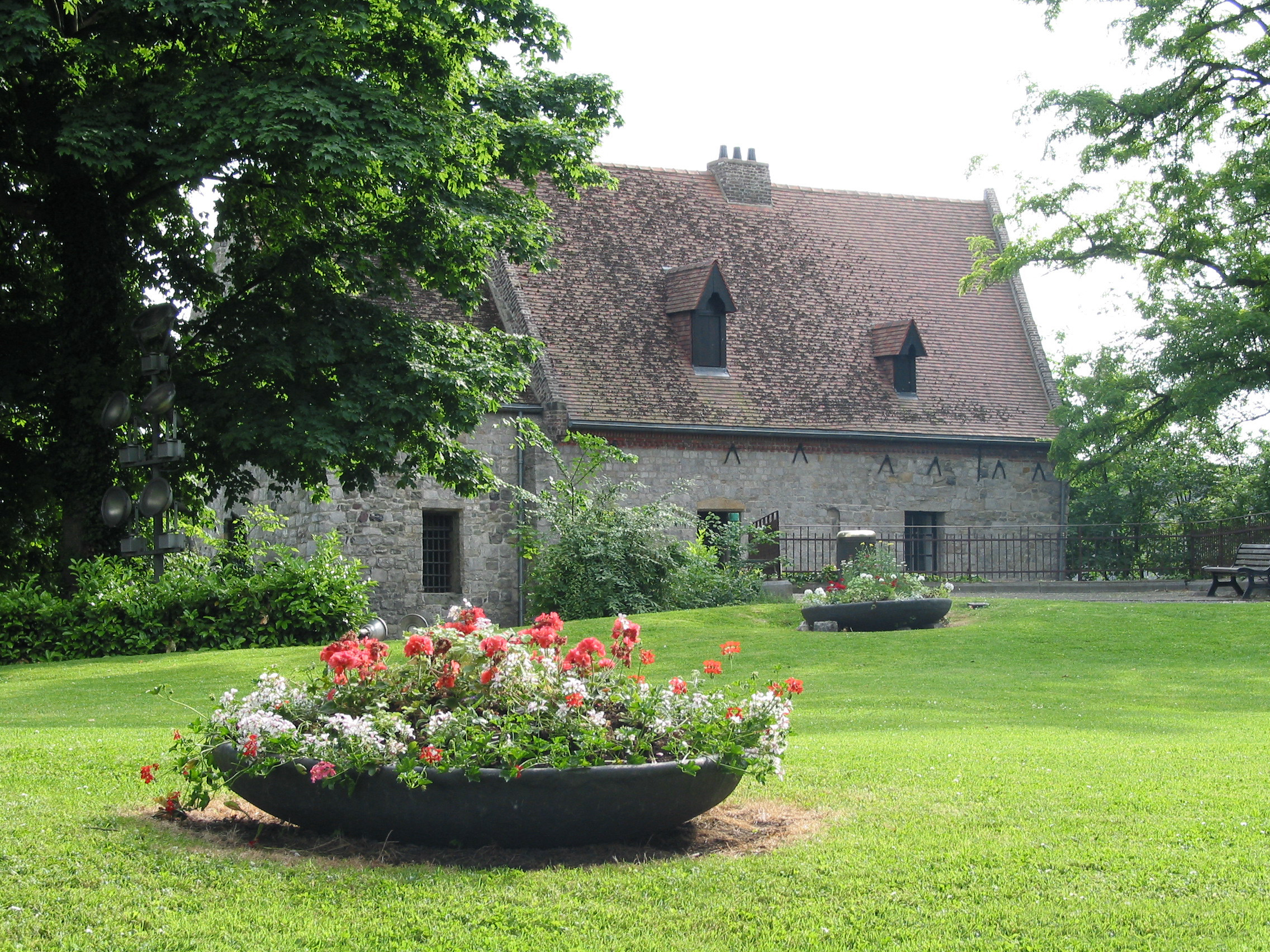
Im Schlossgarten
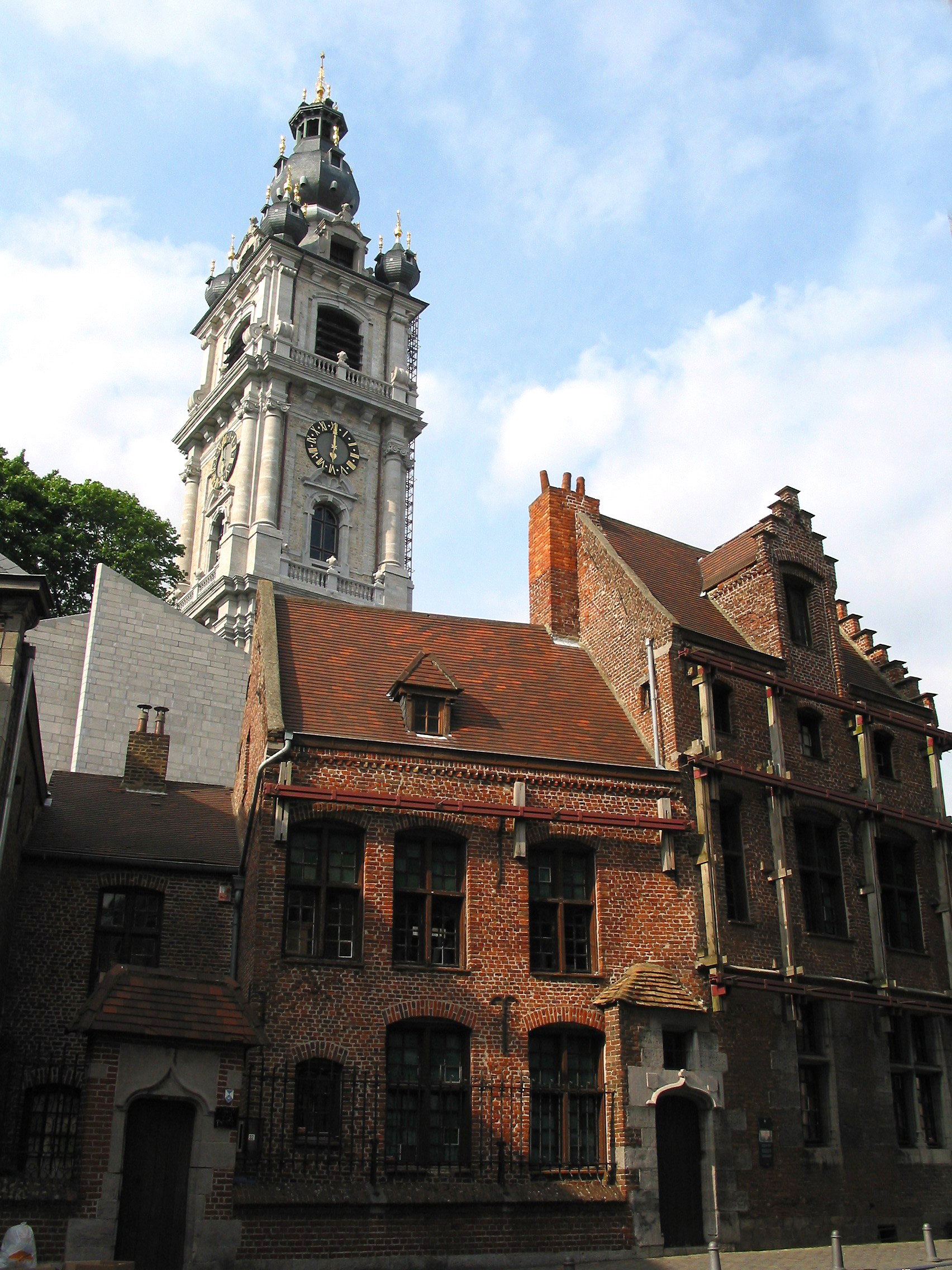
Das „Spanische Haus“ mit dem Belfried im Hintergrund
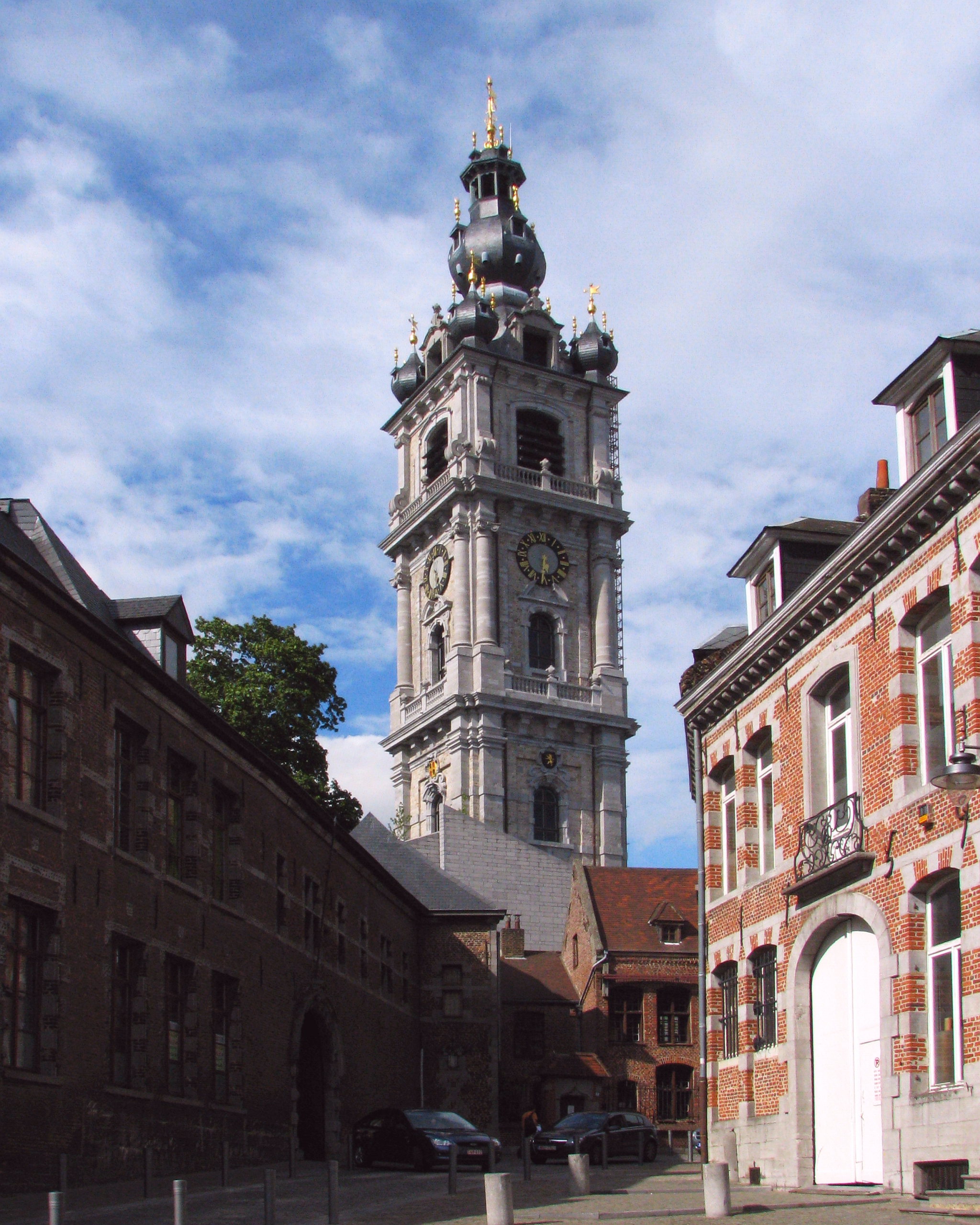
Der barocke Belfried mit 87 m Höhe aus Südwest hinter dem Spanischen Haus
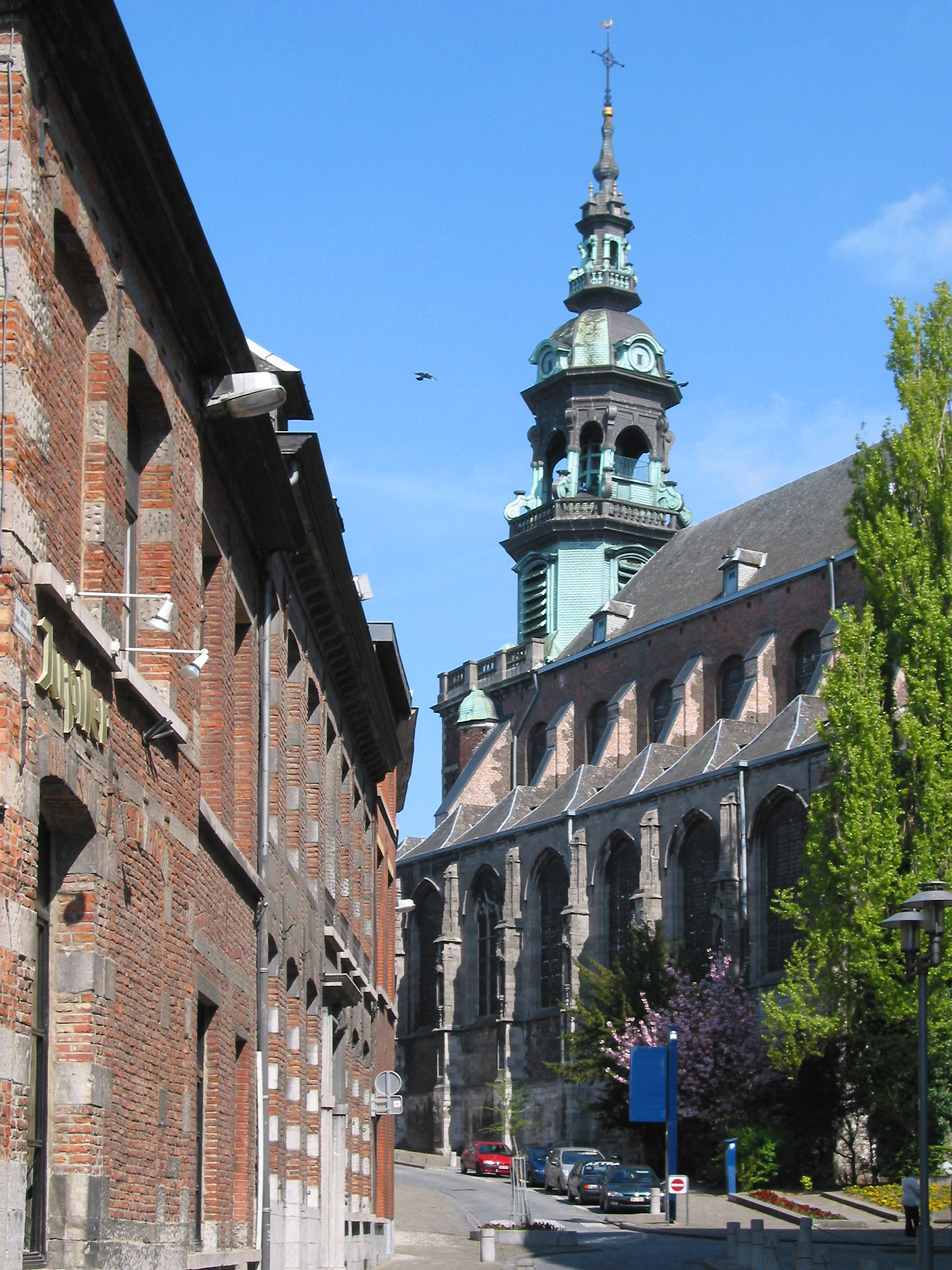
Kirche Sainte-Élisabeth
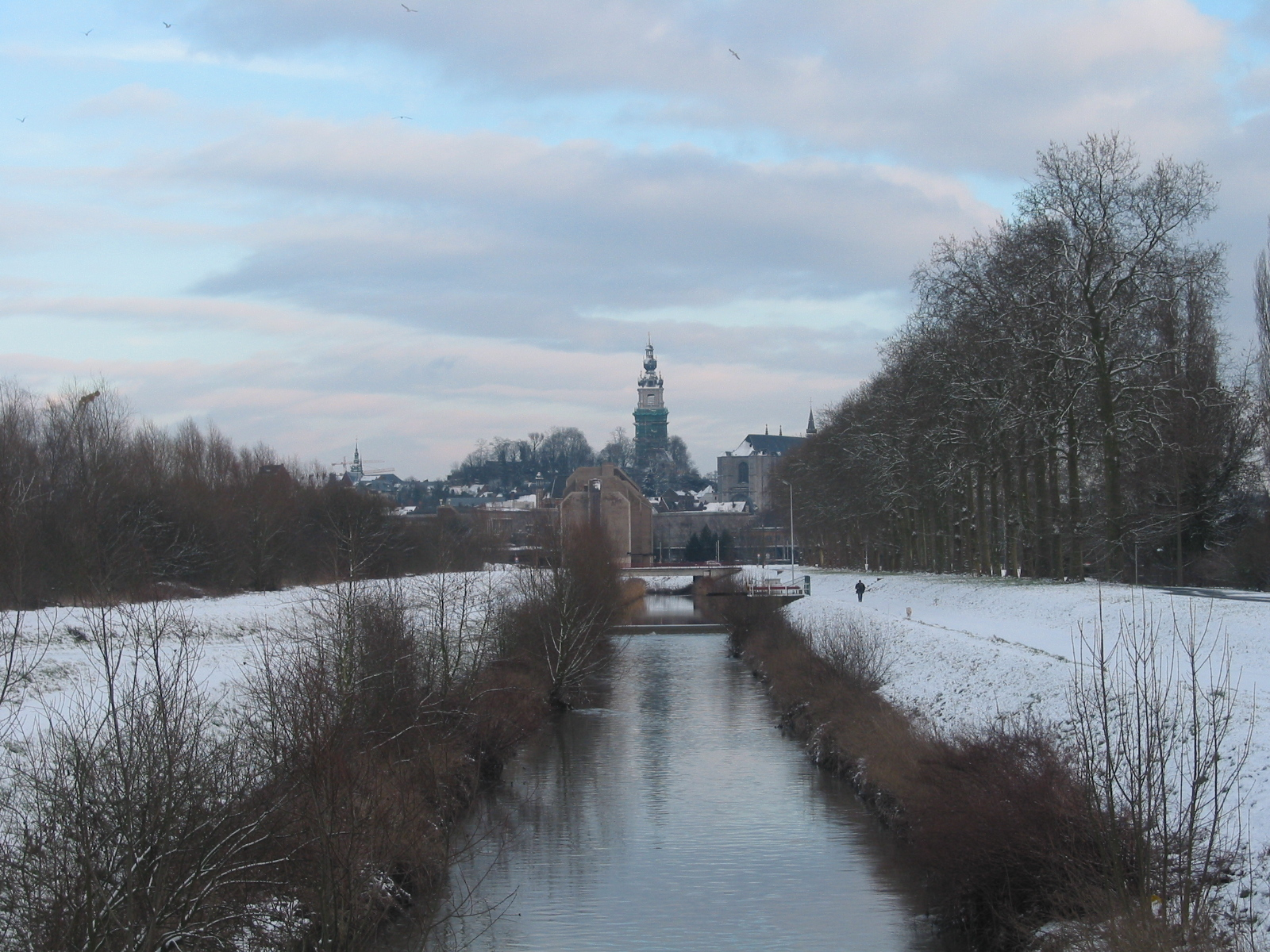
Die Haine

## Regelmäßige Veranstaltungen
Jedes Jahr am Sonntag nach Pfingsten findet die Ducasse de Mons (im Volksmund Doudou), ein traditionelles Volksfest, statt. Es besteht aus der Prozession Procession de la Trinité und dem Prozessionsspiel Lumeçon, das den Kampf des heiligen Georg mit dem Drachen zeigt. Das Prozessionsspiel wurde zusammen mit ähnlichen Spielen in Belgien und Frankreich 2005 von der UNESCO in die Liste Meisterwerke des mündlichen und immateriellen Erbes der Menschheit aufgenommen.
Auch das seit 1985 jährlich hier stattfindende Filmfestival des Liebesfilms, das Festival International du Film d'Amour ist zu nennen.

## Städtepartnerschaften
- Briare im Département Loiret, Frankreich, seit 1962
- Thoissey im Département Ain, Frankreich, seit 1963
- Vannes in der Bretagne, Frankreich, seit 1952
- Sefton im Metropolitan County Merseyside, Großbritannien, seit 1964
- Changsha in der Provinz Hunan, Volksrepublik China, seit 1998
- Little Rock in Arkansas, USA, seit 1999

## Persönlichkeiten
In oder bei Mons geboren oder aufgewachsen sind
- Waltraud von Mons (Anfang des 7. Jahrhunderts–um 688), Heilige der katholischen Kirche
- Aya von Mons (gestorben im 8. Jahrhundert), Heilige der römisch-katholischen Kirche
- Salvatore Adamo (* 1943), Sänger, Komponist, Schriftsteller, wuchs in Mons auf
- Fabrice Alleman (* 1967), Jazzmusiker
- Marie Arena (* 1966), Politikerin
- Anton von Aubleux, österreichischer Offizier (1722–1800)
- Joseph Karl d’Ayasassa (1713–1779), General der Kavallerie
- Gilles Binchois (1400–1460), Komponist
- Antoine Bourlard (1826–1899), Maler
- Jacques Du Brœucq (1505–1584), Bildhauer, wurde möglicherweise in Mons geboren
- François Buisseret (1549–1615), Hochschullehrer, Bischof von Namur, Fürsterzbischof und Herzog von Cambrai
- Pauline Burlet (* 1996), Schauspielerin
- Frédéric Caudron (* 1968), Karambolagebillardspieler
- Fernand Dumont (1906–1945), Schriftsteller
- Egid Joseph Karl von Fahnenberg (1749–1827), österreichischer Jurist und Diplomat
- Jean-Baptiste Flamme (1847–1920), Chefingenieur der Belgischen Staatsbahnen
- Jacqueline Galant (* 1974), Politikerin
- Sébastien Grignard (* 1999), Radrennfahrer
- Sylvester Joseph von Hohenhausen (1735–1814), Altertumsforscher und kurpfälzisch-bayerischer Generalmajor
- Jean-Charles Houzeau (1820–1888), Astronom, Geograph, Biologe und Journalist
- Ladislas Jonnart (1594–1674), Fürsterzbischof von Cambrai
- Orlando di Lasso (1532–1594), Komponist
- Marcel G. Lefrancq (1916–1974), surrealistischer Photograph
- Charles Malapert (1581–1630), Jesuit, Mathematiker und Astronom der Spanischen Niederlande
- Matthias de Monte († 1587), Kartäuserprior und Schriftsteller
- Davide Moscardelli (* 1980), italienischer Fußballspieler
- Jonathan N’Senga (* 1973), Hürdenläufer
- Maurice Onderet (1899–1982), Geiger und Musikpädagoge
- Charles Plisnier (1896–1952), Dichter, Essayist und Romancier
- Maxime Prévot (* 1978), Politiker
- Jan Provost (um 1465–1529), Maler, Vertreter der altniederländischen Malerei
- Désiré Prys (1852–1932), Komponist und Dirigent
- Paul Émile de Puydt (1810–1891), Botaniker, Ökonom und Schriftsteller
- Léon Rom (1860–1924), Offizier und Distriktkommissar  im Kongo-Freistaat
- Richard Rousselet (* 1940), Jazzmusiker
- Joseph Smeets (* 1959), Radrennfahrer
- Luise zu Stolberg-Gedern (1752–1824), Ehefrau des Thronprätendenten Charles Edward Stuart
- Jean Surhon († nach 1594), Kupferstecher und Kartograf
- David Winter (* 1979), Schauspieler, Sänger

## Trivia

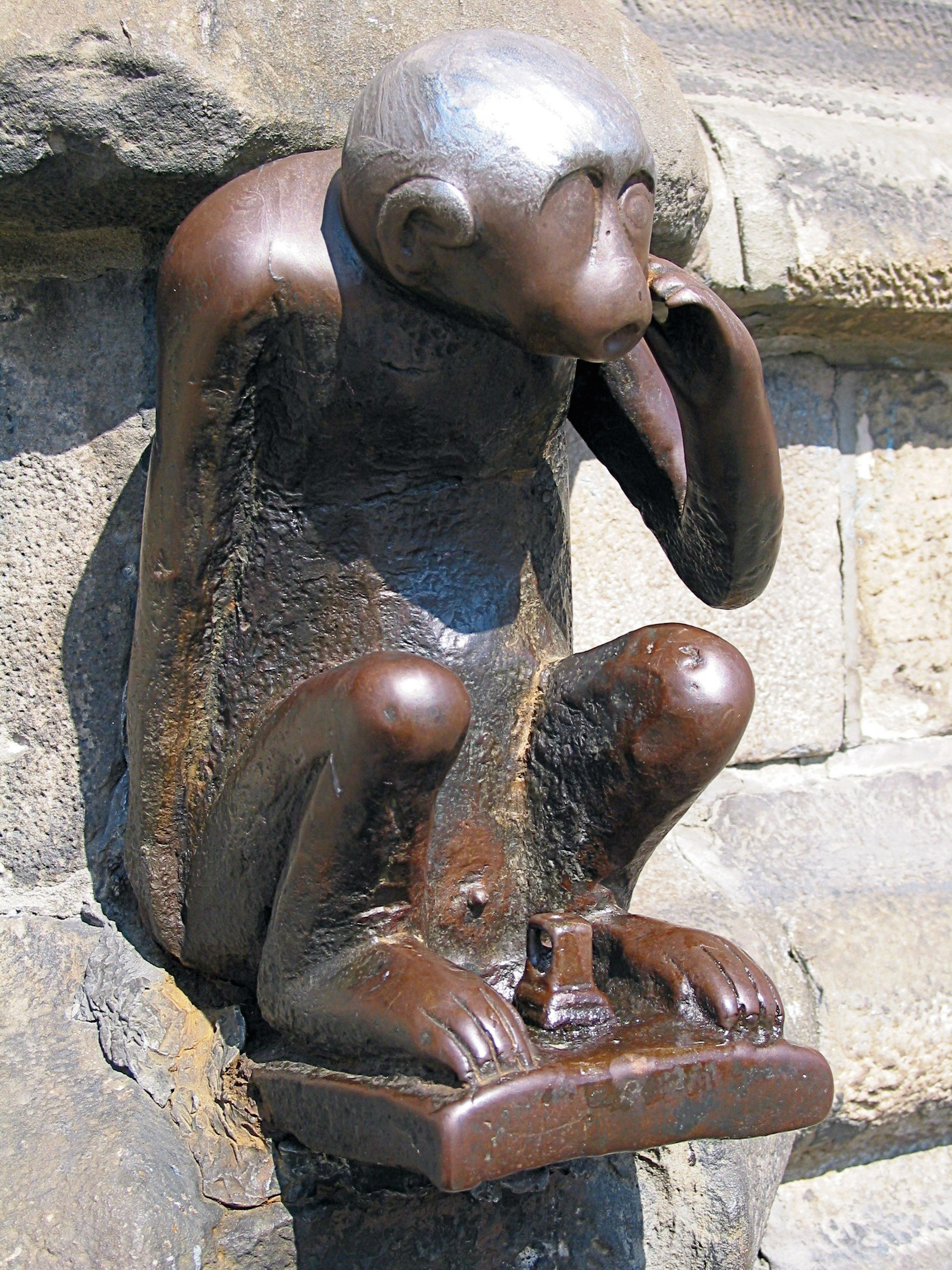
Bronze-Äffchen

- Victor Hugo sagte 1837 über den Belfried von Mons: „Man stelle sich eine riesige Kaffekanne vor, umgeben von vier kleineren Teekannen. Er wäre hässlich, wenn er nicht so groß wäre.“
- Das Streicheln des kleinen Bronze-Äffchens vor dem Rathaus soll Glück bringen.
- Im Gefängnis von Mons saß Paul Verlaine für zwei Jahre ein, nachdem er 1873 auf seinen Liebhaber Arthur Rimbaud geschossen hatte.
- Während der Schlacht bei Mons 1914 sollen die sogenannten „Engel von Mons“ (Angels of Mons) britische Soldaten beschützt haben.
- Beim Bau der Waltrudiskirche (Collégiale Sainte-Waudru) wurde einst der größte Kirchturm der Welt geplant (190 m); allerdings wurde der Turmbau nie begonnen.